# وزیر امور خارجه چین
وزیر امور خارجه جمهوری خلق چین، رئیس وزارت امور خارجه جمهوری خلق چین و یکی از عالی‌ترین و مهم‌ترین مناصب شورای دولتی این کشور است. رسماً وزیر توسط نخست وزیر شورای دولتی نامزد می‌شود که سپس توسط کنگره ملی خلق یا کمیته دائمی آن تأیید و توسط رئیس جمهور منصوب می‌شود.
وزیر معمولاً عضو کمیته مرکزی حزب کمونیست چین و عضو شورای دولتی نیز هست. وزیر پس از مدیر دفتر کمیسیون مرکزی امور خارجه، دومین دیپلمات عالی رتبه در چین است. وزیر فعلی وانگ یی است که همزمان به عنوان مدیر دفتر کمیسیون مرکزی امور خارجه نیز خدمت می‌کند.

## تاریخچه
این سمت در ابتدا پس از اعلام جمهوری خلق چین در ۱ اکتبر ۱۹۴۹ به عنوان وزیر امور خارجه دولت مرکزی خلق تأسیس شد و ژو انلای هم به عنوان وزیر و هم به عنوان نخست وزیر منصوب شد.

## فهرست وزیران
| شماره                          | نگاره                          | نام                               | آغاز وزارت                     | پایان وزارت                    | رئیس دولت                      |                                |                                |                                |
| وزیر امور خارجه دولت خلق مرکزی | وزیر امور خارجه دولت خلق مرکزی | وزیر امور خارجه دولت خلق مرکزی    | وزیر امور خارجه دولت خلق مرکزی | وزیر امور خارجه دولت خلق مرکزی | وزیر امور خارجه دولت خلق مرکزی | وزیر امور خارجه دولت خلق مرکزی | وزیر امور خارجه دولت خلق مرکزی | وزیر امور خارجه دولت خلق مرکزی |
| ------------------------------ | ------------------------------ | --------------------------------- | ------------------------------ | ------------------------------ | ------------------------------ | ------------------------------ | ------------------------------ | ------------------------------ |
| ۱                              |                                | ژو انلای 周恩来 (1898–1976)       | ۱ اکتبر ۱۹۴۹                   | ۲۸ سپتامبر ۱۹۵۴                | ژو انلای                       |                                |                                |                                |
| وزارت امور خارجه خلق چین       |                                |                                   |                                |                                |                                |                                |                                |                                |
| ۱                              |                                | ژو انلای 周恩来 (1898–1976)       | ۲۸ سپتامبر ۱۹۵۴                | ۱۱ فوریه ۱۹۵۸                  | ژو انلای                       |                                |                                |                                |
| ۲                              |                                | مارشال چن ئی 陈毅 (1901–1972)     | ۱۱ فوریه ۱۹۵۸                  | ۶ ژانویه ۱۹۷۲                  | ژو انلای                       |                                |                                |                                |
| ۳                              |                                | جی پنگفی 姬鹏飞 (1910–2000)       | ۶ ژانویه ۱۹۷۲                  | ۱۸ نوامبر ۱۹۷۳                 | ژو انلای                       |                                |                                |                                |
| ۴                              |                                | چیائو ژوان هوا 喬冠華 (1913–1983) | ۱۸ نوامبر ۱۹۷۳                 | ۲ دسامبر ۱۹۷۶                  | ژو انلای، هوآ گوئوفنگ          |                                |                                |                                |
| ۵                              |                                | هوانگ هوا 黄华 (1913–2010)        | ۲ دسامبر ۱۹۷۶                  | ۱۹ نوامبر ۱۹۸۲                 | هوآ گوئوفنگ، جائو تسیانگ       |                                |                                |                                |
| ۶                              |                                | وو ژوژیان 吴学谦 (1921–2008)      | ۱۹ نوامبر ۱۹۸۲                 | ۱۲ آوریل ۱۹۸۸                  | جائو تسیانگ                    |                                |                                |                                |
| ۷                              |                                | کیان کیچن 钱其琛 (1928–2017)      | ۱۲ آوریل ۱۹۸۸                  | ۱۸ مارس ۱۹۹۸                   | لی پنگ                         |                                |                                |                                |
| ۸                              |                                | تانگ جیاژوان 唐家璇 (born 1938)   | ۱۸ مارس ۱۹۹۸                   | ۱۷ مارس ۲۰۰۳                   | ژو رانگ‌جی                      |                                |                                |                                |
| ۹                              |                                | لی ژائوشینگ 李肇星 (born 1940)    | ۱۷ مارس ۲۰۰۳                   | ۲۷ آوریل ۲۰۰۷                  | ون جیابائو                     |                                |                                |                                |
| ۱۰                             |                                | یانگ جیه‌چی 杨洁篪 (born 1950)     | ۲۷ آوریل ۲۰۰۷                  | ۱۶ مارس ۲۰۱۳                   | ون جیابائو                     |                                |                                |                                |
| ۱۱                             |                                | وانگ یی 王毅 (born 1953)          | ۱۶ مارس ۲۰۱۳                   | ۳۰ دسامبر ۲۰۲۲                 | لی که چیانگ                    |                                |                                |                                |
| ۱۲                             |                                | چین گانگ 秦刚 (born 1966)         | ۳۰ دسامبر ۲۰۲۲                 | ۲۵ ژوئیه ۲۰۲۳                  | لی چیانگ                       |                                |                                |                                |
| ۱۳                             |                                | وانگ یی 王毅 (born 1953)          | ۲۵ ژوئیه ۲۰۲۳                  | متصدی امور                     | لی چیانگ                       |                                |                                |                                |